# Reichstrainer
Als Reichstrainer wurden im Deutschen Reich während der Weimarer Republik und der Zeit des Nationalsozialismus die Nationaltrainer in mehreren Sportarten bezeichnet.
Unter anderem gab es folgende Reichstrainer:
| Sportart       | Amtszeit                           | Name                                                             | heutiger Verband                     | Quelle                                 |
| -------------- | ---------------------------------- | ---------------------------------------------------------------- | ------------------------------------ | -------------------------------------- |
| Basketball     | 1936                               | Hermann Niebuhr Hugo Murero                                      | Deutscher Basketball Bund            | [ 1 ]                                  |
| Fußball        | 1926–1936 1936–1945                | Otto Nerz Sepp Herberger                                         | Deutscher Fußball-Bund               | Bundestrainer (DFB)                    |
| Gewichtheben   | 1920er–1930er                      | Josef Zimmermann                                                 | Bundesverband Deutscher Gewichtheber | [ 2 ]                                  |
| Handball       | 1925–1933 1934–1939 1940–1945      | Carl Schelenz Otto Kaundinya Carl Schelenz                       | Deutscher Handballbund               | Bundestrainer (Deutscher Handballbund) |
| Hockey         | 1930–1945                          | Toni Spieler                                                     | Deutscher Hockey-Bund                | [ 3 ]                                  |
| Leichtathletik | 1913–1916 1925–1936 1936 1939–1945 | Alvin Kraenzlein Josef Waitzer Arthur Lambert Woldemar Gerschler | Deutscher Leichtathletik-Verband     | [ 4 ]                                  |
| Radsport       | 1935–1945                          | Martin Schmidt                                                   | Bund Deutscher Radfahrer             | [ 5 ]                                  |
| Skifahren      | 1934–1936                          | Ernst Söllinger                                                  | Deutscher Skiverband                 | [ 6 ] [ 7 ]                            |
| Turnen         | 1936                               | Eugen Kopp                                                       | Deutscher Turner-Bund                | [ 8 ]                                  |